# ضمر (النادرة)
ضمر محلة تابعة لقرية سحقان، التابعة لعزلة شريح بمديرية النادرة إحدى مديريات محافظة إب في الجمهورية اليمنية، بلغ تعداد سكانها 36 حسب تعداد اليمن لعام 2004.